# Хорольский уезд
Хорольский уе́зд — административно-территориальная единица в составе Полтавской губернии Российской империи, существовавшая в 1781—1923 годы. Уездный город — Хорол.

## История
Уезд образован в 1781 году в составе Киевского наместничества. В 1796 году вошел в состав восстановленной Малороссийской губернии. С 1802 года — в Полтавской губернии. В 1923 году уезд был упразднён, на его территории образован Хорольский район Лубенского округа.

## Население
По переписи 1897 года население уезда составляло 173 375 человек, в том числе в городе Хорол — 7997 жит.

### Национальный состав
Национальный состав по переписи 1897 года:
- украинцы (малороссы) — 167 479 чел. (96,6 %),
- евреи — 3927 чел. (2,3 %),

## Административное деление
В 1913 году в состав уезда входило 18 волостей:
| - Балаклейская — м. Балаклея, - Белоцерковская — м. Белоцерковка, - Горошинская — м. Горошино, - Еньковская — д. Еньковская Каплица, - Заиченская — с. Заиченцы, - Зубаневская — с. Зубани, - Калениковская — с. Каленики, - Клепачевская — с. Клепачи, - Криво-Рудская — с. Кривая Руда, | - Ново-Авраамовская — с. Новая Авраамовка, - Оболонянская — м. Оболонь, - Остаповская — м. Остапье, - Покровско-Богачанская — с. Покровская Богачка, - Родионовская — с. Родионовка, - Рокитянская — с. Рокиты, - Семеновская — м. Семеновка, - Хорольская — г. Хорол, - Худолеевская — с. Худолеевка. |